# Via Sacra (Canhas)
Die Via Sacra in der Gemeinde Canhas im Kreis (Concelho) von Ponta do Sol ist ein Freiluftkreuzweg auf der portugiesischen Insel Madeira. 
Er wurde 1964 errichtet und besteht aus 14 Kreuzen entlang einer Regionalstraße, die in die Hochebene Paul da Serra führt. Einer der Endpunkte ist das Kulturdenkmal Monumento de Santa Teresinha do Menino Jesus. 
Alle 100 Meter voneinander entfernt steht eines der Kreuze, die die Stationen darstellen, die Jesus Christus vom Prätorium bis nach Golgatha zurückgelegt hat, wo er gekreuzigt wurde. Sie sind römisch nummeriert. Auf einem Betonsockel steht ein Holzkreuz, auf diesem ist ein elfenbeinernes Kruzifix angebracht. Die jeweiligen Stifter sind im Sockel namentlich vermerkt.